# Акротомофилија
Акротомофилија (од грчког ακροτομος „имати одсечен врх” (од ακρον акрон „екстремитет” и -τομος -томос од τεμνω темно „сечем”) и φιλιлиа "љубав") је парафилија у којој појединац изражава снажан сексуални интерес за ампутиране особе. То је пандан апотемнофилији, жељи (не нужно сексуалној) да особа буде ампутирана.

## Преглед
Акротомофиле могу привући особе са ампутацијом јер им се допада начин на који изгледају или могу посматрати патрљак ампутираног као фалични објекат који се може користити за сексуално задовољство. Акротомофили могу уживати у идеји да доминирају ампутираном особом, а могу се узбудити и помисао да морају да се брину о ампутираном.

## Интереси и понашања
У истраживању акротомофила, ампутације ногу су биле префериране у односу на ампутације руке, ампутације једног екстремитета у односу на двоструке ампутације, и ампутације које су оставиле пањ у односу на ампутације које нису оставиле пањ. Према Солвангу (2007), „Акротомофили се придржавају стандардних концепција привлачности у свим другим стварима изван ампутација.“

## Етичка питања
Неки људи постављају питање да ли је ампутација сопствених делова тела или операција на партнеру зарад сексуалног задовољства етички. За неке је модификовање тела приватни ритуал самовласништва и слободе избора. Психијатри могу поставити дијагнозу поремећаја идентитета интегритета тела.

## Терминологија
Термин амелотизам се такође користи за описивање акротомофилије. Сексуални интерес да особа буде ампутирана је апотемнофилија. Џон Мани (1977) је користио термине аутоапотемнофилија и алоапотемнофилија да опише еротски интерес жеље да се буде или се појави као ампутирани у односу на жељу да ампутирани буду сексуални партнери; ниједан термин од тада није у широкој употреби. Термин тератофилија се користи да опише узбуђење од деформисаних или монструозних људи.